# Shidi, Hunan
Shidi (kinesiska: 石堤) är en köpinghuvudort i Kina. Den ligger i provinsen Hunan, i den södra delen av landet, omkring 300 kilometer väster om provinshuvudstaden Changsha. Antalet invånare är 37 355. Befolkningen består av 17 697 kvinnor och 19 658 män. Barn under 15 år utgör 22,0 %, vuxna 15-64 år 67 %, och äldre över 65 år 10,0 %.
Runt Shidixi är det ganska tätbefolkat, med 116 invånare per kvadratkilometer. Shidixi är det största samhället i trakten. I omgivningarna runt Shidixi växer i huvudsak blandskog.
Genomsnittlig årsnederbörd är 1 926 millimeter. Den regnigaste månaden är maj, med i genomsnitt 396 mm nederbörd, och den torraste är december, med 31 mm nederbörd.